# Miejska Biblioteka Publiczna w Augustowie
Miejska Biblioteka Publiczna w Augustowie – samorządowa biblioteka publiczna w Augustowie w woj. podlaskim.

## Historia
Początki Biblioteki Publicznej sięgają 1945 r., kiedy zorganizowano zbiórkę książek dla biblioteki umieszczonej w Szkole Powszechnej nr 1. W 1947 powołana została Powiatowa Biblioteka Publiczna, z której wydzielono w 1949 Miejską Bibliotekę Publiczną. Placówki zostały ponownie połączone w 1955. Powiatowa Biblioteka Publiczna mieściła się początkowo przy dzisiejszej ul. 3 Maja, zaś od 1963 - w budynku Starej Poczty. Czytelnia gazet i czasopism została otwarta w 1963. W 1968 powstała filia biblioteki w dzielnicy Borki, zaś w 1969 - w dzielnicy Wypusty. W 1991 biblioteka stała się częścią Augustowskich Placówek Kultury - jednostki organizacyjnej Urzędu Miejskiego w Augustowie. W 1992 bibliotekę przeniesiono do nowej siedziby przy ul. Hożej 7, którą zajęła wraz z Muzeum Ziemi Augustowskiej. W 2014 do Filii nr 2 trafił księgozbiór zlikwidowanej Biblioteki Pedagogicznej w Augustowie.
Liczba woluminów w bibliotece:
- 1949 - 4 270
- 1953 - 7 600
- 1955 - 15 744
- 1960 - 22 736
- 1970 - 24 852
- 1990 - 84 030
- 1998 - 85 176
- 2009 - 93 991

Liczba czytelników:
- 1960 - 1 909
- 1970 - 3 149
- 1990 - 5 059
- 1999 - 6 328
- 2009 - 5 222

## Informacje o bibliotece
Biblioteka wchodzi w skład Augustowskich Placówek Kultury. Główna siedziba mieści się na Osiedlu Generała Prądzyńskiego. Funkcjonuje w niej wypożyczalnia dla dzieci, dla dorosłych oraz czytelnia książek i czasopism. Placówka ma 2 filie: w dzielnicy Borki (ul. Nowomiejska 100a) i dzielnicy Koszary (ul. Komunalna 2). W sumie zatrudnia 9 osób.
Czytelnia prowadzi punkt książki mówionej dla czytelników niewidomych i słabo widzących - książki sprowadzane są raz na kwartał z Miejskiej Biblioteki Publicznej w Suwałkach. Wspólnie z innymi instytucjami oświatowymi z terenu Augustowa biblioteka przeprowadza m.in. konkursy dla uczniów, lekcje biblioteczne i spotkania autorskie.